# Quest for Glory
Quest For Glory (dále jen QFG) je pětidílná série adventur s prvky RPG.

## Díl 1
Na začátku hry si hráč vybere povolání, za které bude hrát. Může si vybrat z bojovníka, kouzelníka nebo zloděje. Každá z postav se vyvíjí jiným způsobem a tím pádem se liší i dohrání hry. QFG je také známo tím, že můžete importovat postavu z předešlého dílu do dalšího. Sierra Online Inc. se tak naskytla možnost jak hru zpestřit. V QFG2 a 3 může hrdina získat titul Paladin. Není to však jen titul, protože se to stává i vaším povoláním. Paladin má svoje vlastní zvláštní schopnosti jako je léčení, vycítění nebezpečí nebo ochrana proti magii.

## Příběh
Vaše postava je absolvent ze školy pro hrdiny, která si na vývěsní tabuli přečte, že v zemi Spielburg je zapotřebí hrdiny, aby se vypořádal z bestiemi. Hrdina se tedy vydá do Spielburgu, kde brzo zjistí, že bestie se neukázaly jen tak a že celé území je prokleté Babou Yagou. Baron von Spielburg vám poté dá za úkol Babu Yagu ze země vyhnat.
V druhém díle cestujete spolu s Abdullem Doo z QFG1 do jeho rodné země Shapeir. Zde zjistíte že tamní vládce zmizel a na jeho místo se dostal jeho bratr. Ten si usmyslel, že město zničí za pomoci vyvolaných elementálů. Nakonec zabijete zlého vládce, ale zjistíte, že se něco pokazilo. Smrt vládce zapříčinila vysvobození démona, který na to zaútočil na zemi Tarna. Rodnou zemi vašeho přítele Rakeeshe.
Vydáte se tedy s ním do Tarny, kde se musíte vypořádat se zlým démonem. Po zničení démona jste vytržen ze země Tarna a ocitáte se v temné jeskyni.
Z jeskyně se postupně dostanete do přilehlého města jménem Mordavia. Znovu se setkáváte s Ad Avisem, bývalým vládcem země Shapeir. Ad Avis však už není živý jako vy, ale je z něj upír, který teď slouží Temné pání Katrině. Právě Katrina vás teleportovala do této země, abyste ji pomohl ve vyvolávaní Temného. To se však nakonec nestalo a Mordavia mohla znovu žít v míru.
V pátém díle se Erasmus (kouzelník, kterého jste potkali v prvním díle) dozvídá o smrti krále Silmarie a vyhlašuje „soutěž“ o nástupce trůnu. Vy se do soutěže přihlásíte, abyste se vypořádal s vrahy, kteří se s oblibou zbavují budoucích vládců.